# Юрков, Алексей Яковлевич
Алексей Яковлевич Юрков (1923—1997) — командир отделения 1228-го стрелкового полка (368-я стрелковая дивизия, 14-я армия, Карельский фронт), сержант — на момент представления к награждению орденом Славы 1-й степени.

## Биография
Родился 28 января 1923 года в селе Подывотье Севского района Брянской области в семье крестьянина. Русский. Окончил 4 класса. Трудился в колхозе.
В Красной Армии с августа 1941 года. На фронте в Великую Отечественную войну с апреля 1942 года, в 7-й отдельной армии. Служил снайпером. Уничтожил 35 противников. Затем был переведён в разведку.
Отделению разведчиков 1228-го стрелкового полка (368-я стрелковая дивизия, 7-я армия, Карельский фронт) под командованием сержанта Юркова была поставлена задача: захватить остров посредине реки Свирь, который можно будет использовать как плацдарм для дальнейшего броска на другую сторону. Юрков 20 июня 1944 года в числе первых со своими бойцами под обстрелом противника подплыл к острову, ворвался в неприятельскую траншею, выбил врага и удерживал позицию, обеспечивая форсирование реки нашими автоматчиками.
Приказом командира 368-й стрелковой дивизии от 2 июля 1944 года за мужество, проявленное в боях с врагом, сержант Юрков награждён орденом Славы 3-й степени (№ 78958).
15 июля 1944 года в боях 16 километрах севернее населённого пункта Суоярви (Карелия) при атаке переднего края обороны противника Юрков в составе того же полка, дивизии (32-я армия, Карельский фронт) первым во главе отделения достиг вражеской траншеи и сразил четырёх солдат. В этом бою бойцы отделения под командованием Юркова истребили более 30 пехотинцев.
Приказом по 32-й армии от 29 июля 1944 года сержант Юрков награждён орденом Славы 2-й степени (№ 4053).
12 октября 1944 года в бою за город Петсамо (ныне посёлок Печенга Мурманской области) командир отделения разведки того же полка, дивизии (14-я армия, Карельский фронт) сержант Юрков, командуя бойцами, захватил важную высоту, уничтожив при этом более десяти солдат, захватил ценные документы и трофеи. В бою был тяжело ранен.
Указом Президиума Верховного Совета СССР от 24 марта 1945 года за мужество, отвагу и героизм, проявленные в борьбе с немецко-фашистскими захватчиками, сержант Юрков Алексей Яковлевич награждён орденом Славы 1-й степени (№ 1185).
Войну закончил на Балтике 12 мая 1945 года. В 1945 году демобилизован. Жил в селе Мещерское Чеховского района Московской области. Работал санитаром в больнице. Участвовал в параде 1985 года. Умер в 1997 году.
Почётный гражданин села Мещерское. На доме, где жил А. Я. Юрков, установлена мемориальная доска.
Награждён орденами Славы 1-й, 2-й и 3-й степени, Отечественной войны 1-й степени (1985), медалями.